# フォーソルティアの風
『フォーソルティアの風』は電撃文庫から発行された藍原みつとのライトノベル作品である。イラストはKeGが担当している。
異次元空間を舞台にしたファンタジー作品であるが、変わった登場人物が大勢登場することが特徴である。シュールレアリズムな描写が多く、ダダイスム的な要素が多く見られる。

## あらすじ
かつての「大異変」により全ての大陸が海中に沈み、空に浮かぶ「エウェス」と呼ばれる建造物に人々が暮らす世界。
事故で故郷を失い父親と飛行船で旅をしているソラは、ある日、飛空バイクに乗る少女の奇襲を受け、その時に風が少女を守るかのような現象を目撃する。
ギンと名乗るその少女と和解し、一緒に行動することになるソラ。だが、二人の前に現れる警察組織アルバユーリア、空賊団バルキスレス…。
さまざまな勢力の争いに巻き込まれたソラとギンは、やがて「エウェス」の真実を知る。

## 主な登場人物
ソラ
事故により故郷「バルキスレス」を失い、父親であるイスカと共に飛行船で旅をしている少年。非常に珍しいサウズとノーズの混血のため、髪の色は鳶色と中途半端な色である。母親と同じノエマでもある。
ギン
ペット（本人曰く家族）の空獣「ラウリート」と共に空賊狩りを行っていた少女。本名はギン・アプランニス。長い銀色の髪に、透き通るような白い肌を持ち、性格はいわゆるツンデレ。ノエマと呼ばれる特別な人間でもある。
イスカ
ソラの父親で、本名はイスカ・ピヨルブリット。普段はふざけた言動でソラを呆れさせているが、いざとなると頼りになる男。複雑な過去を持っている。
キューソー
アルバユーリア特務隊司令官の男で、本名はキューソー・アルヴィトア。失われた大陸を復活させようとしている。
カーリス
アルバユーリア特務隊副官の女性士官。キューソーに半ば心酔しており、彼の野望の手助けをしている。
イヅル
潜雲鑑「クラウディア」の艦長である美女。ソラの叔母にあたる人物。